# کتاب‌های انبیاء
نویم یا نبییم (Neviim) دومین قسمت تنخ است.
نویم یا پیامبران داستان به قدرت رسیدن سلاطین عبری و تقسیم‌بندی آنها به دو پادشاهی و همچنین پیامبرانی که از جانب خداوند با این پادشاهان در ارتباط بوده‌اند و تاریخ قوم بنی‌اسرائیل را بیان می‌کنند. در پایان این کتاب داستان فتح پادشاهی اسرائیل توسط آشوریان و فتح پادشاهی یهودا توسط بابلیان و تخریب معبد اورشلیم ذکر شده‌است. بخش‌هایی از این کتاب توسط یهودیان در روز سبت قرائت می‌شود. کتاب یونس نیز در روز یوم کیپور خوانده می‌شود.
طبق عقاید یهودیان «نویم» شامل هشت کتاب است. در ترجمه‌های کنونی نویم از هفده کتاب یاد شده‌است. این هشت کتاب عبارت‌اند از:
- کتاب یوشع یا Yehoshun [יהושע ]
- کتاب داوران یا Shoftism [שופטים ]
- کتاب سموئیل یا Shumuel [שמואל] (که در بخش عهد عتیق مسیحیت به دو کتاب تقسیم‌بندی می‌شود؛ سموئیل به عنوان آخرین داور یا اولین نبی در نظر گرفته می‌شود و درحالی‌که پسران وی را داور نامیده بودند و قوم عبری این انتصاب را رد کرد).
- کتاب پادشاهان یا Melakhim [מלכים] (که در بخش عهد عتیق مسیحیت به دو کتاب تقسیم میشود).
- کتاب اشعیا یا yeshayahu [ישעיהו]
- کتاب ارمیا یا Yirmiyahu [ירמיהו]
- کتاب حزقیال یا Yehezquel [יחזקאל]

## دوازده پیامبر صغری
- 1. کتاب هوشع بن نون یا Hoshea הושע
  2. کتاب یوئیل یا Yoel [יואל]
  3. کتاب عاموس یا Amos [עמוס]
  4. کتاب عوبدیا یا ovadyah [עבדיה]
  5. کتاب یونس یا Gona [יונה]
  6. کتاب میکاه یا Mikhah [מיכה]
  7. کتاب ناحوم یا Nachum [נחום]
  8. کتاب حبقوق یا Habaquq [חבקוק]
  9. کتاب صفنیا یا Zephaniah [צפניה]
  10. کتاب حجی یا Haggai [חגי]
  11. کتاب زکریا یا Zekheria [זכריה]
  12. کتاب ملاکی یا Malakhi [מלאכי]